# پامنار (محله)
پامِنار یکی از محله‌های قدیمی شهر تهران است که بسیاری از فیلم و سریال‌های ساخته شده در ایران در بخش‌هایی از این منطقه فیلمبرداری شده‌است.
پامنار در محدوده شهرداری منطقه ۱۲ تهران قرار گرفته و بخشی از محله تاریخی اودلاجان (یکی از پنج محله اصلی تهران قدیم) به‌شمار می‌آید.

## پیشینه
مرکزیت این محله مناره آن است. در سال ۱۳۰۲ خورشیدی به عنوان نخستین محله تهران به محله پامنار خط تلفن کشیده شد. امروزه پامنار به بورس فروش فنس و ایرانیت و طلق تبدیل شده و بیشتر خانه‌های قدیمی با معماری اصیل در این محلات در دست تخریب است.
پامنار، یکی از قدیمی‌ترین خیابان‌های شهر تهران و مربوط به سده ۱۳ هجری - قمری است. این خیابان در سال ۱۳۳۴ به عنوان یکی از آثار ملی ایران در فهرست این آثار به ثبت رسیده‌است. مهم‌ترین اثر تاریخی موجود در این خیابان و نیز وجه تسمیه آن مناره مسجد عولادجان معروف به مسجد و مدرسه میرزا صالح یا آبهرام یا آغابهرام، از آثار قرن سیزدهم است. در گذشته، محله پامنار یکی از گذرهای محله عودلاجان بوده که به صورت بازارچه‌ای دروازه شمیران را به شبکه بازار متصل می‌کرد. پس از توسعه معابر، بازارچه پامنار که خود مجموعه‌ای شامل کاروانسرا، تیمچه، تکیه، حمام، آب‌انبار، مسجد و مدرسه بود، به خیابان پامنار تبدیل شد و بعضی از بناهای قدیمی در این تبدیل و توسعه از بین رفت. محله پامنار به ویژه در سال‌های نهضت ملی شدن نفت، به دلیل سکونت ابوالقاسم کاشانی در آن محله، آمد و شد خواص و عوام به آنجا به یکی از کانون‌های مهم سیاسی تبدیل شد. این خیابان همچنین محل به دنیا آمدن ابراهیم حاتمی‌کیا، کارگردان سینمای ایران و عباس یمینی شریف نویسنده ایرانی نیز بوده‌است. پامنار صاحب قدیمی‌ترین چنارهای تهران است و گاری و گاری‌ران‌های بازار را نیز می‌توان در آنها دید.
از مراکز تاریخی محله پامنار می‌توان به خانه مؤتمن الاطبا، خانه امام جمعه، خانه ناصرالدین میرزا، خانه سلطان بیگم شجاعی (خانه موزه بازار)، خانه سرهنگ ایرج، خانه آیت الله کاشانی، کنیسه عزرا یعقوب، مسجد آیت الله شاه آبادی، کنسولگری روسیه و امامزاده روح‌الله اشاره کرد.

## نگاره‌ها

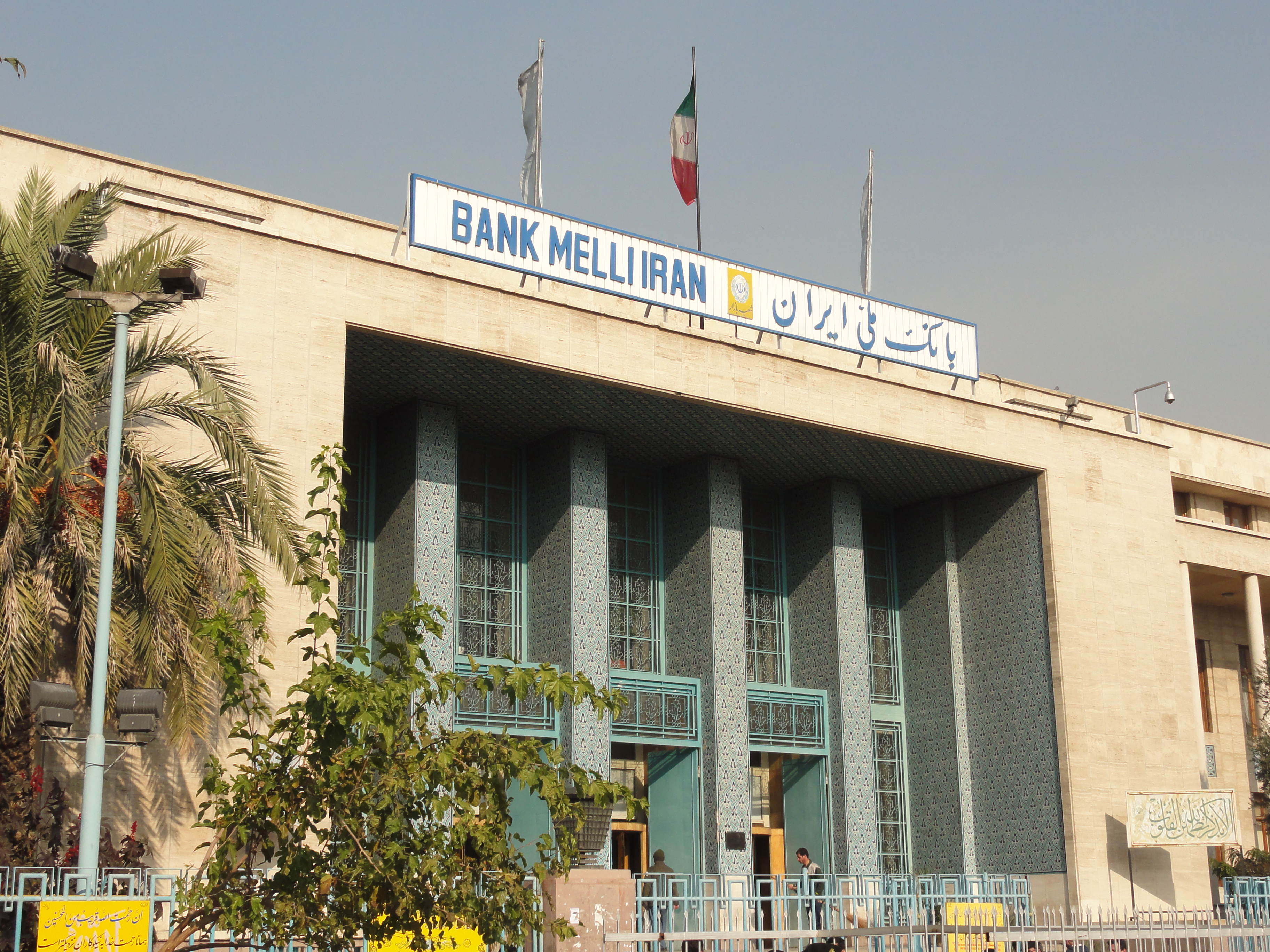
بانک ملی شعبه بازار
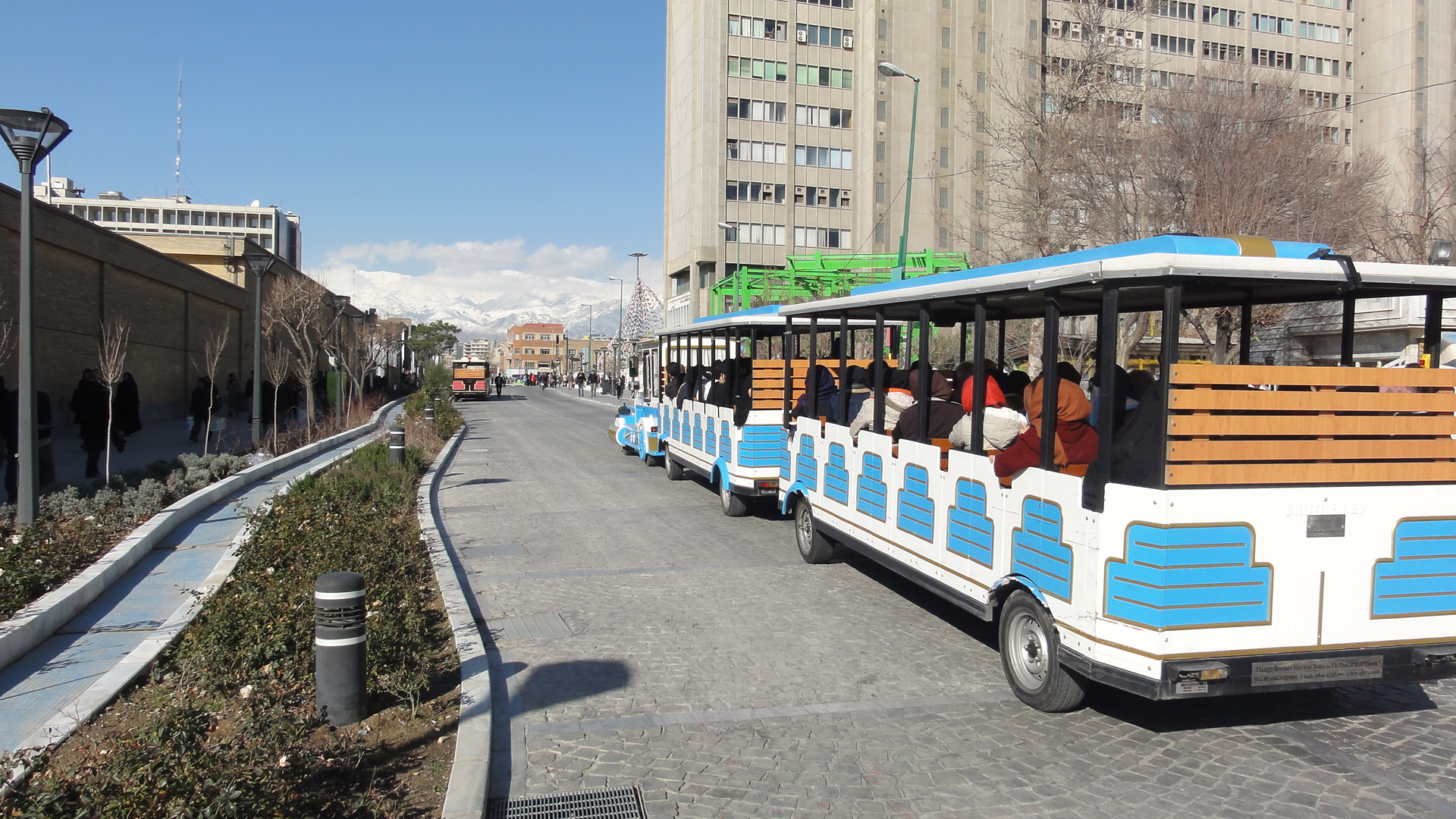
خیابان باب همایون
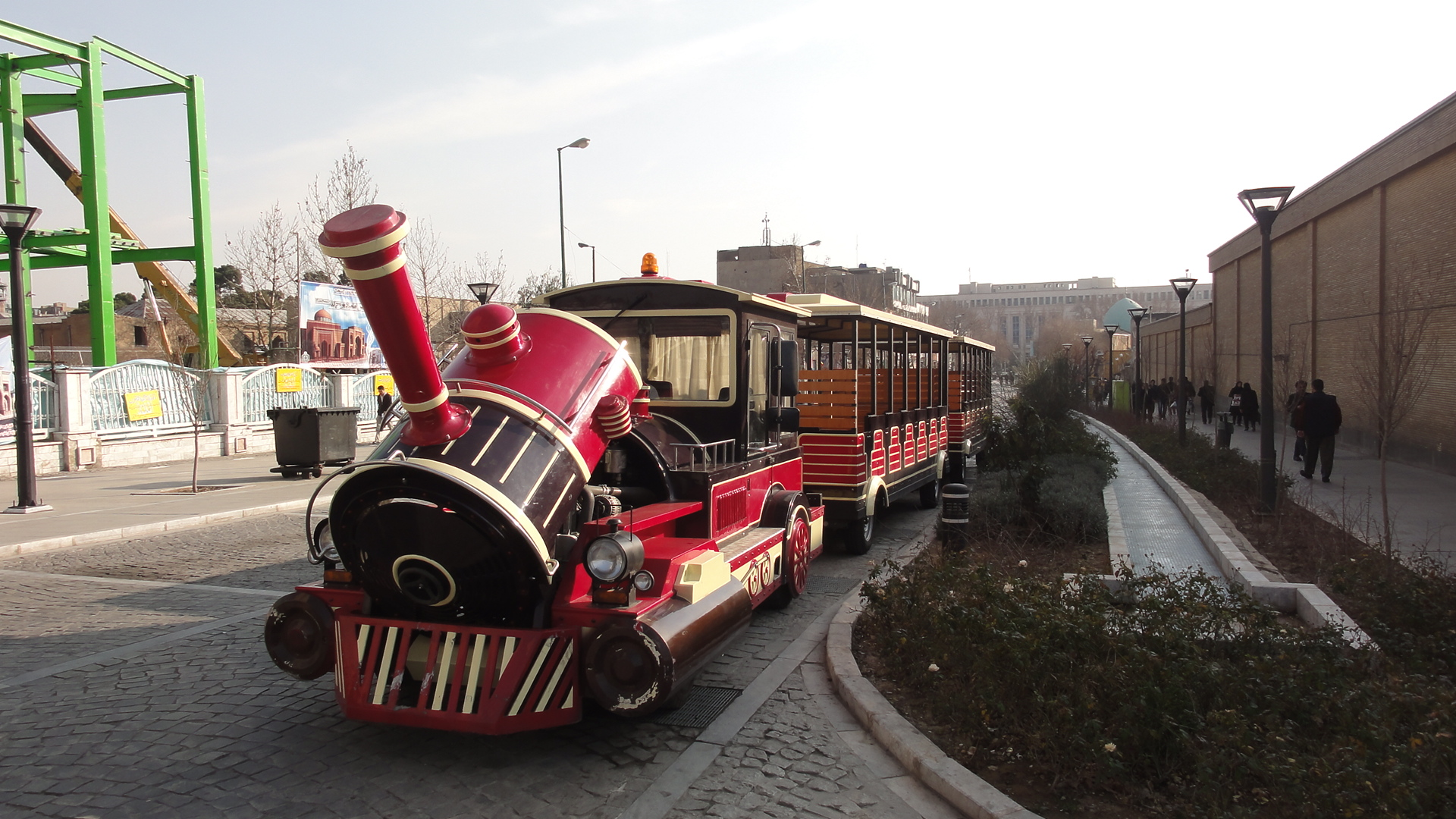
خیابان باب همایون
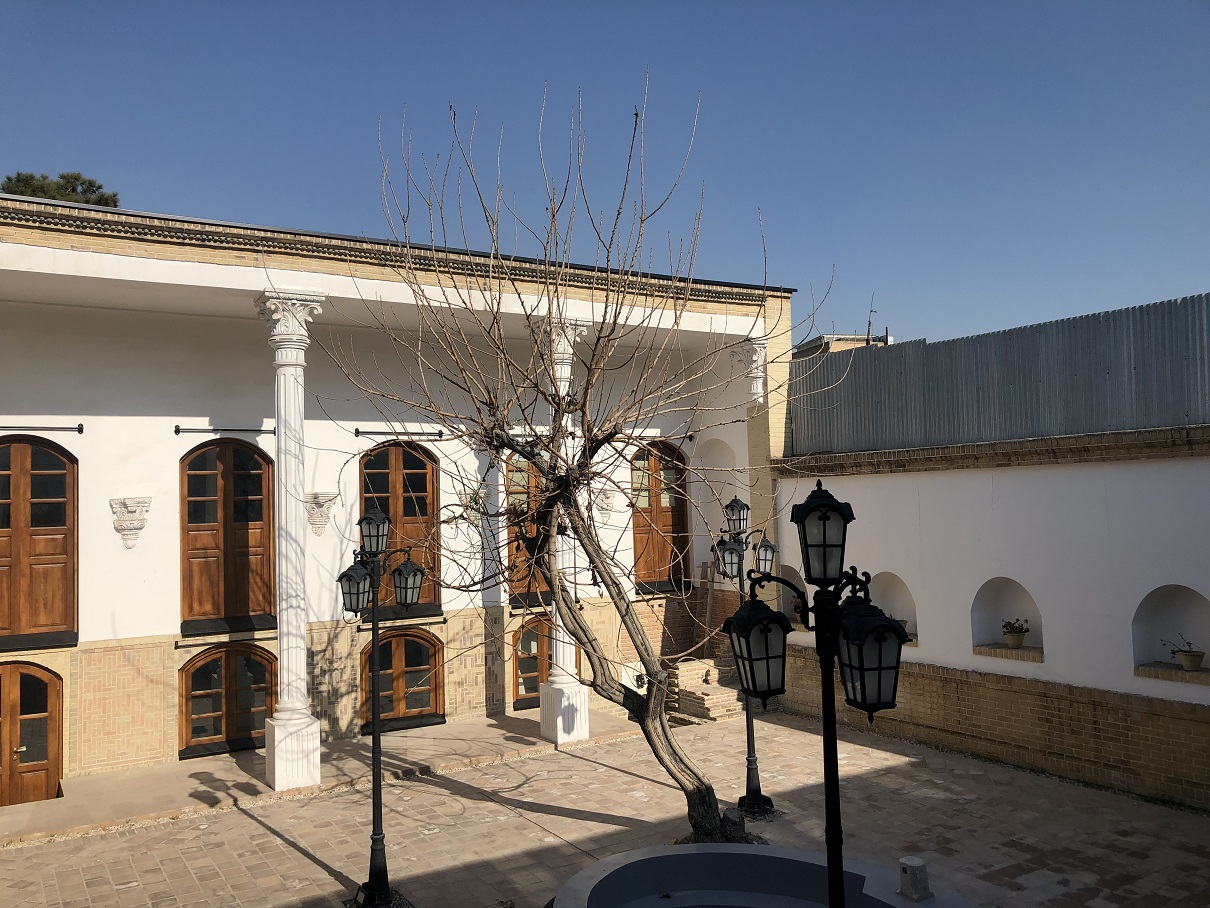
خانه کلنل ایرج
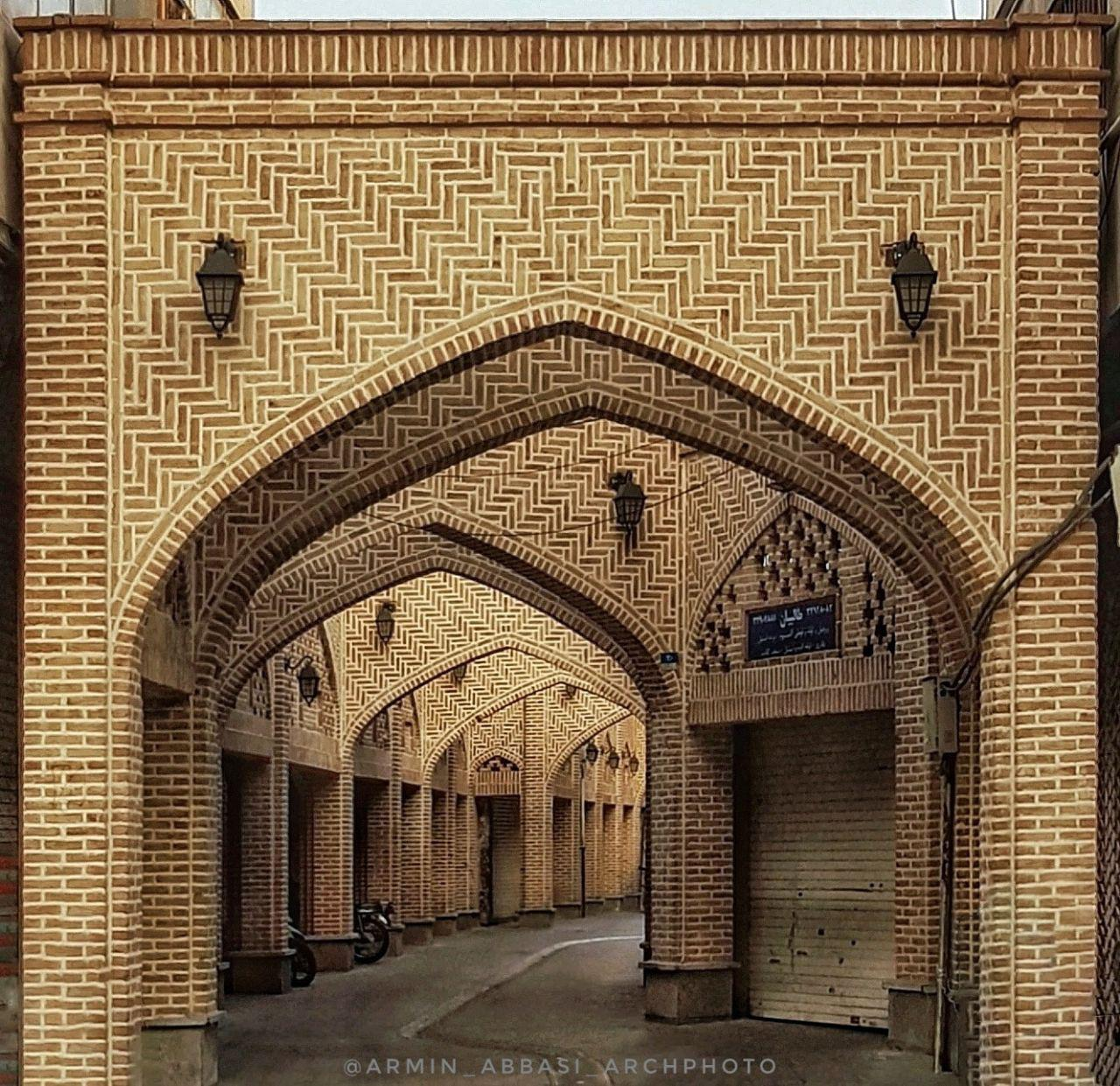
کوچه حاجیها
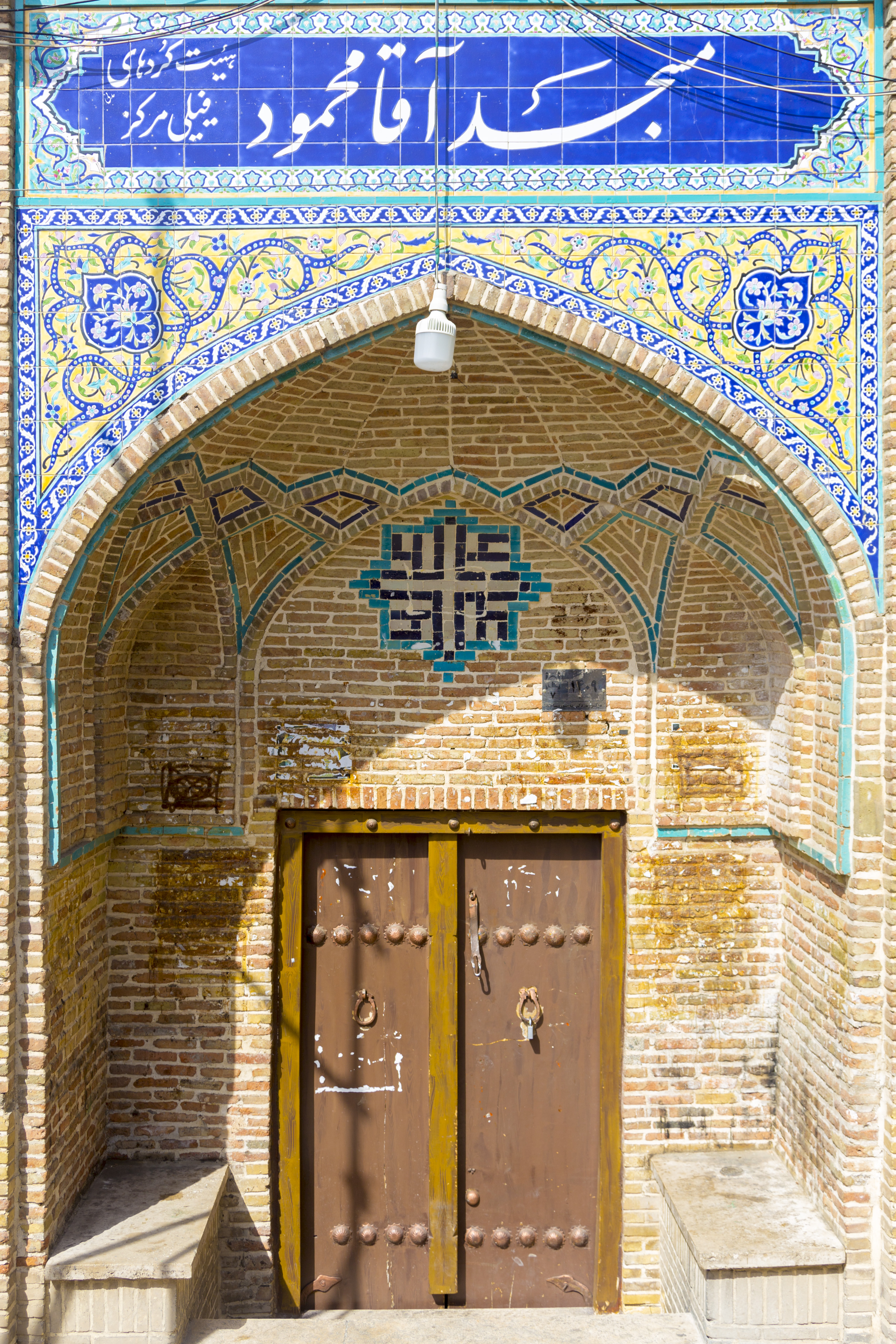
مسجد آقا محمود
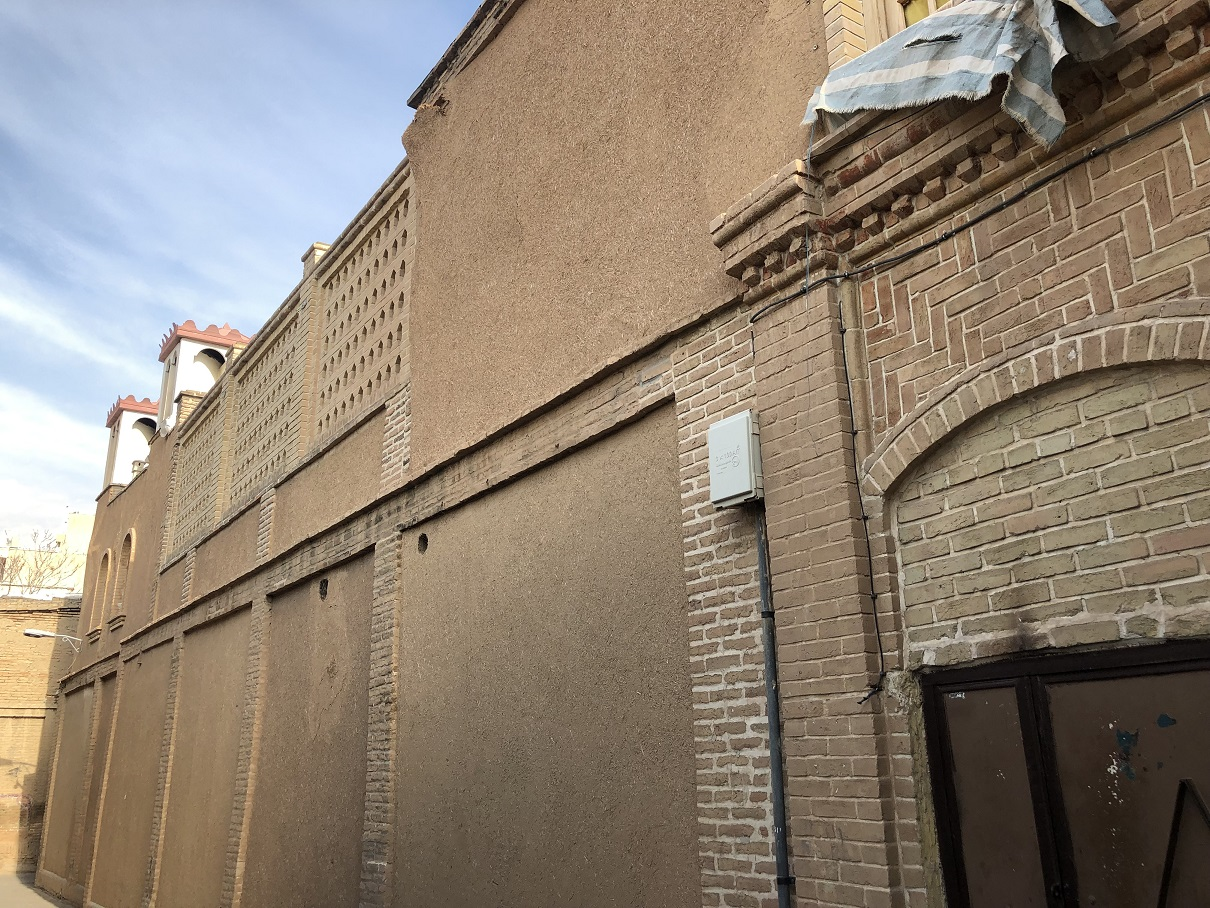
خانه میرزا عباس نوری
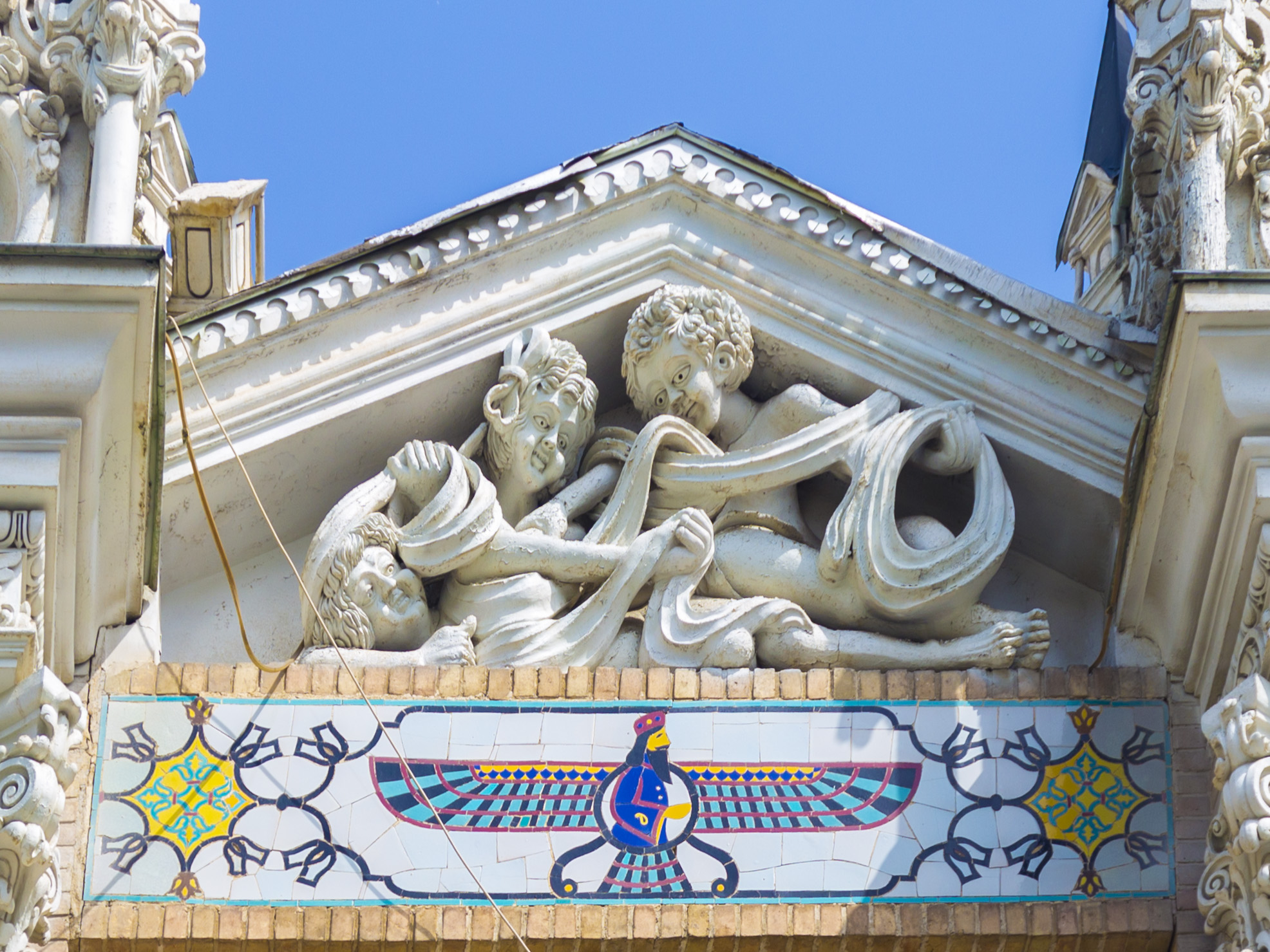
تزئینات یک خانه در پامنار